# Angus Macfadyen
Angus Macfadyen (Glasgow, 21 september 1963) is een Schotse acteur. Hij is vooral bekend om zijn vertolking van Robert the Bruce in de film Braveheart. Andere films waarin hij een rol had zijn Spartacus, Saw III en The Pleasure Drivers.
In 2011 speelde hij samen met Matt Damon in We Bought a Zoo.

## Filmografie
- Horizon: An American Saga (2024)
- We Bought a Zoo (2011) – Peter MacCready
- Shadows of the White Nights (2010) – Richard
- Pound of Flesh (2010) – Patrick Kelly
- Shadowheart (2009) – Will Tunney
- San Saba (2008) – Bud
- Clean Break (2008) – Matt McKay
- Impulse (2008) – Jonathan Dennison/Simon Phillips
- Saw IV (2007) – Jeff Reinhart
- Redline (2007) – Michael D'Orazio
- The Rich Inner Life of Penelope Cloud (2007) – Claude
- .45 (2006) – Al
- Saw III (2006) – Jeff Reinhart
- Scoundrels, Scallywags, and Scurvy Knaves (2006) -
- Blackbeard (2006) – Blackbeard
- Fatwa (2006) – Bobby
- The Virgin of Juarez (2006) – Patrick Nunzio (stem)
- Shooting Gallery (2005) – Tenderloin Tony
- Murder on the Yellow Brick Road (2005) – Michael Alberts
- The Pleasure Drivers (2005) – Bill
- 5ive Days to Midnight (2004) – Roy Bremmer
- Spartacus (2004) – Marcus Crassus
- Equilibrium (2002) – Dupont
- Divine Secrets of the Ya-Ya Sisterhood (2002) – Connor McGill
- On the Roof (2002) – Jack
- Styx (2001) – Mike
- A Woman's a Helluva Thing (2001) – Houston Blackett
- Second Skin (2000) – Sam Kane
- Jason and the Argonauts (2000) – Zeus
- Cradle Will Rock (1999) – Orson Welles
- Titus (1999) – Lucius
- Façade (1999) – Frederic Colbert
- Lanai-Loa (1998) – Turner
- The Rat Pack (1998) – Peter Lawford
- The Brylcreem Boys (1998) – Count Rudolph von Stegenbek
- Joseph's Gift (1998) – Carl
- Still Breathing (1997) – Philip
- Snide and Prejudice (1997) – Michael Davidson/Adolf Hitler
- Warriors of Virtue (1997) – Komodo
- Nevada (1997) – West
- Liz: The Elizabeth Taylor Story (1995) – Richard Burton
- Braveheart (1995) – Robert the Bruce
- Two Golden Balls (1994) – Dexter
- 15: The Life and Death of Philip Knight (1993) – David McBride

## Televisie
*Exclusief eenmalige gastrollen
- Chuck (2012) – Nicholas Quinn (4 afleveringen)
- Criminal Minds (2011) – Sean McAllister (2 afleveringen)
- Californication (2008) – Julian (6 afleveringen)
- Killer Wave (2007) – John McAdams (2 afleveringen)
- Alias (2005) – Joseph Ehrmann (3 afleveringen)
- Miracles (2003) – Alva Keel (13 afleveringen)
- Takin' Over the Asylum (1994) – Fergus (4 afleveringen)
- Soldier Soldier (1992) – Lt Alex Pereira (5 afleveringen)